# Heidi Berndt
Heidi Berndt (* vor 1965) ist eine deutsche Schauspielerin und Synchronsprecherin.

## Wirken
Auf der Bühne hatte sie Engagements u. a. am Deutschen Schauspielhaus sowie am Ernst-Deutsch-Theater. Im Fernsehen war sie in den Serien Anker auf und Leinen los!, Polizeifunk ruft und Hamburg Transit zu sehen.
Im Synchronstudio sprach sie für Sharon Stone (Für einmal ist es Liebe) und Zienia Merton in der Serie Mondbasis Alpha 1 und hatte Einsätze u. a. in Hörspielen von TKKG und den drei ???. 

## Synchron (Auswahl)
- Zienia Merton als Sandra Benes (Mondbasis Alpha 1)
- Emma Samms als Arianna Carlin (Superman – Die Abenteuer von Lois & Clark)
- Marina Sirtis als Deanna Troi (Serie: Star Trek – The Next Generation, Video-Synchro)
- Sharon Stone (Auf einmal ist es Liebe)
- Jessica Walter (Columbo: Teuflische Intelligenz)
- Whoopi Goldberg (Captain Planet)